# Lasioglossum saxatile
Lasioglossum saxatile är en biart som först beskrevs av Warncke 1984.  Lasioglossum saxatile ingår i släktet smalbin, och familjen vägbin. Inga underarter finns listade i Catalogue of Life.